# 데메트리오 알베르티니
데메트리오 알베르티니, OMRI 장교장(이탈리아어: Demetrio Albertini deˈmɛːtrjo alberˈtiːni[*], 1971년 8월 23일, 롬바르디아 주 베사나 인 브리안차 ~)는 파르마의 단장이자 이탈리아의 전 축구 미드필더이자 이탈리아 축구 연맹(FIGC)의 부회장이다. 그는 1990년대 밀란의 손꼽히는 전설로 평가되며, 동시대 이탈리아 국가대표팀의 주축 선수였다. 그는 현역 시절 대부분을 이탈리아 세리에 A의 밀란에서 보내며 5번의 세리에 A 우승과 2번의 챔피언스리그 우승을 포함해 수 차례 우승을 거두었다. 그는 말년에 바르셀로나 소속으로 활약하며 라 리가도 우승하고 같은 해 은퇴했다.
이탈리아 국가대표팀의 주축 선수이기도 했던 알베르티니는 1994년과 1998년 월드컵, 1996년, 2000년 유럽 축구 선수권 대회에서 활약하여 1994년 월드컵과 유로 2000에서 준우승의 성과를 내기도 했다.

## 클럽 경력

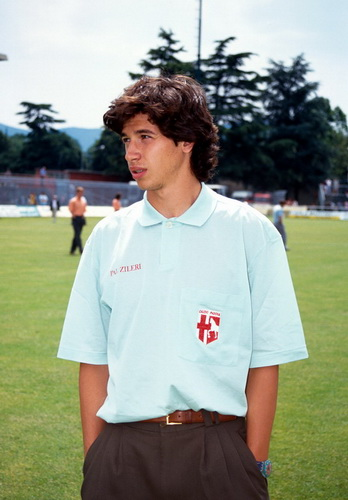
파도바 시절의 신예 알베르티니

알베르티니는 밀라노 근교의 몬차 에 브리안차 도 베사나 인 브리안차 출신으로, 밀란 유소년부를 거쳐 1군 소속으로 1989년 1월 15일, 4-0으로 이긴 코모와의 1988-89 시즌 안방 경기에서 아리고 사키 감독 하에 17세의 나이로 세리에 A 신고식을 치른 이래 성공적인 14년을 보냈다. 그는 1990-91 시즌에 세리에 B의 파도바로 임대되어 경험을 쌓았는데, 28경기에 출전해 5골을 넣으며 디아도라가 주관하는 국내 최우수 신예 선수상을 받기도 했다. 파도바에서 성공적인 시즌을 보낸 그는 1991-92 시즌에 파비오 카펠로 감독의 지도 하에 등번호 4번을 받아 성공적으로 밀란 주전으로 도약했고, 그 시즌에 밀란이 무패 우승을 거두는 데에 일조했다. 알베르티니는 밀란 소속으로 300번에 가까운 세리에 A 경기에 출전(293경기 출전, 21골 득점)했고, 모든 대회를 통틀어 406번의 경기에 출전해 28골을 기록했다.

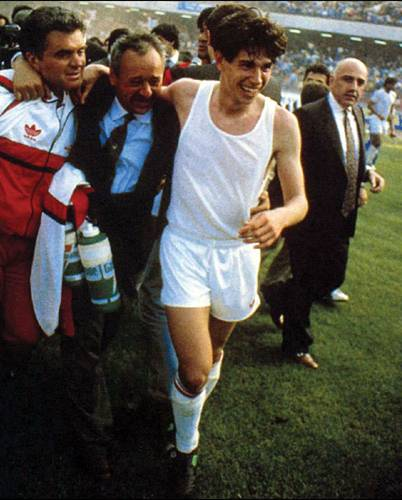
밀란의 1991-92 시즌 우승을 자축하는 알베르티니

알베르티니는 밀란에서 수 차례 우승을 거두었는데, 1992년, 1993년, 그리고 1994년에 3년 연속 세리에 A 우승을 거두었고, 1996년과 1999년에 방패(scudetti)를 2번 더 땄다. 더 나아가, 그는 챔피언스리그에도 41번의 경기에 출전해 검붉은 군단이 1993년부터 1995년까지 3년 연속으로 모두 결승전에 올랐고, 이 중 1994년에는 우승컵을 쟁취했다. 그는 UEFA 슈퍼컵도 2번, 수페르코파 이탈리아나도 3번 들어올렸고, 인터콘티넨털컵도 1번 들어올렸다. 알베르티니는 2002년까지 밀란에 남았는데, 당시 감독이자 선배인 카를로 안첼로티가 중원에 비상하는 안드레아 피를로를 중용하면서 밀려나게 되었다. 그는 밀란에 머물며 406번의 경기에 출전해 28골을 기록했고, 1996-97 시즌에는 개인 단일 시즌 최다인 8골을 기록했다.
밀란을 떠난 후, 알베르티니는 여러 구단을 전전했다. 그는 2002-03 시즌에 아틀레티코 마드리드로 임대되어 활약했고, 스페인 무대에서 28경기 출전 2골을 기록했다. 그는 결국 2003-04 시즌에 라치오로 주세페 판카로와 맞교환되어 입단했고, 결과는 씁쓸하게도 그동안 그가 밀란 시절 들어올리지 못했던 코파 이탈리아를 석권했는데, 23번의 경기에 출전해 2골을 기록했다. 그는 2004-05 시즌 전반기를 아탈란타에서 보내며 14경기에 출전했고, 첫 경기에서는 골도 신고했지만, 2005년 1월에 바르셀로나로 이적해 전 미드필더 선배인 프랑크 레이카르트와 재회하여 5번의 경기에 출전했고, 현역 시절의 끝을 라 리가 우승으로 장식했다.

## 국가대표팀 경력
알베르티니는 1991년부터 2002년까지 이탈리아 국가대표팀 일원으로 활약하며 79번의 경기에 출전해 3골을 기록했다. 1991년 12월 21일, 그는 20세의 나이로 포자에서 열린 키프로스와의 경기에서 첫 경기를 치렀고, 결과는 2-0 승리였다. 1992년, 그는 바르셀로나에서 열린 1992년 하계 올림픽에 자국을 대표로 참가했고, 같은 해 이탈리아 U-21 국가대표팀 일원으로 유럽 U-21 축구 선수권 대회를 우승했다. 그는 1994년과 1998년 월드컵과 1996년과 2000년 유로 대회에 참가하기도 했다. 비록 그는 유로 2000 이후에도 주전 선수로 활약했지만, 2002년 월드컵에는 대회 몇 달을 앞두고 아킬레스건 부상을 당하여 낙마했다. 그의 마지막 국가대표팀 경기는 2002년 3월에 리즈에서 열린 잉글랜드와의 경기로, 후반에 교체되어 들어가 2-1 승리에 일조했다. 알베르티니는 이탈리아 국가대표팀 경기에 6번 주장 완장을 차고 뛰었다.

### 1994년 월드컵
알베르티니가 이탈리아 국가대표로 치른 첫 주요 국제대회는 미국에서 열린 1994년 월드컵 경기로, 아리고 사키 감독의 지도를 받았다. 그는 밀란 동료인 로베르토 도나도니와 유벤투스의 디노 바조와 함께 이탈리아 중원의 "동력원"을 본선 내내 책임졌다. 알베르티니는 멕시코와의 마지막 조별 리그 경기에서 다니엘레 마사로의 결정적인 득점을 도와 이탈리아가 조별 리그를 3위로 마치고도 조별 3위 국가 간의 순위에서 앞서 16강에 진출할 수 있게 했다. 알베르티니는 불가리아와의 준결승전에서 훌륭한 활약을 펼치며 골대를 강타하기도 했다. 알베르티니는 경기의 완급을 조절하며 몇 차례 득점 기회를 창출하기도 했다. 그는 추가골 상황에서 발등으로 띄어올려 찔러주었고, 로베르토 바조가 마무리해 이탈리아가 2-1로 이기고 결승에 오르는데 일조했다. 브라질과의 결승전은 연장전까지 균형이 깨지지 않고 득점 없이 승부차기에 돌입했다. 알베르티니는 주자로 나서서 골망을 흔들었지만, 프란코 바레시, 다니엘레 마사로, 그리고 로베르토 바조가 나란히 실축하면서 준우승에 그쳤다.

### 유로 1996
이탈리아는 잉글랜드에서 열린 유로 1996 본선에 참가했는데, 사키가 이끄는 이탈리아는 독일과 유력한 우승 후보였고, 알베르티니도 등번호 10번을 받은 주축 선수로서 활약이 기대되었다. 그러나, 이탈리아는 이 대회를 실망스럽게 마감했다. 아리고 사키는 체코와의 조별 리그 2차전에서 러시아와의 1차전 승리로 독일과의 조별 리그 3차전 경기를 대비해 알베르티니를 비롯한 주축 선수를 빼고 경기에 소홀히 임했다.  이탈리아는 결국 체코에 1-2로 패하면서 나중에 우승을 거두는 독일에 알베르티니의 활약으로 "푸른 군단"이 경기를 지배했지만 0-0으로 비겨 조기에 탈락했다. 사키 감독은 기자 회견에서 1996년에 미국 월드컵 당시보다 이탈리아 선수단 더 두터운데에도 불구하고 자신의 패착으로 조기에 탈락한 점을 인정했다.

### 1998년 월드컵
알베르티니는 1998년 월드컵 예선전에 주축 선수로 활약하며 러시아와의 1997년 10월 29일에 모스크바에서 열린 1998년 월드컵 예선 플레이오프전에서 크리스티안 비에리의 골을 도와 경기를 1-1 무승부로 끝냈다. 그는 나폴리에서 열린 2차전에서도 피엘루이지 카시라기의 골을 도와 합계 2-1로 러시아를 따돌리고 이탈리아를 본선에 올려놓았다.
1998년 월드컵 본선에서, 알베르티니의 존재감을 이전 대회와 다르게 크지 않았지만, 체사레 말디니는 그를 주축 중앙 미드필더로 창조적인 경기 전개를 맡게 했다. 이 중 이탈리아가 프랑스와 벌인 8강전 외에도, 알베르티니는 오스트리아와의 조별 리그 경기에서 빠졌다. 8강에서는 징계에서 돌아온 지단을 보유한 프랑스는 상대로 넘을 수 없는 수비 도사를 승부차기 때가 되어서야 넘었는데, 주자로 나선 알베르티니는 실축하여 "푸른 군단"(Squadra Azzurra)의 탈락 원흉이 되었다. 역설적이게도, 이탈리아가 연장전에서 서든데스 결승골을 창출할 것으로 기대된 미드필더였던 알베르티니는 로베르토 바조에게 군더더기 없이 공을 위로 넘겨 배급해, 프랑스 수문장 파비앵 바르테즈와 1대1 대치 상황을 만들었지만, 바조가 바로 찬 공은 손가락 몇 마디 정도로 빗나갔다. 대회 최대의 격전에서 승리한 프랑스는 이후 안방에서 사상 첫 월드컵 정상에 올랐다.

### 유로 2000

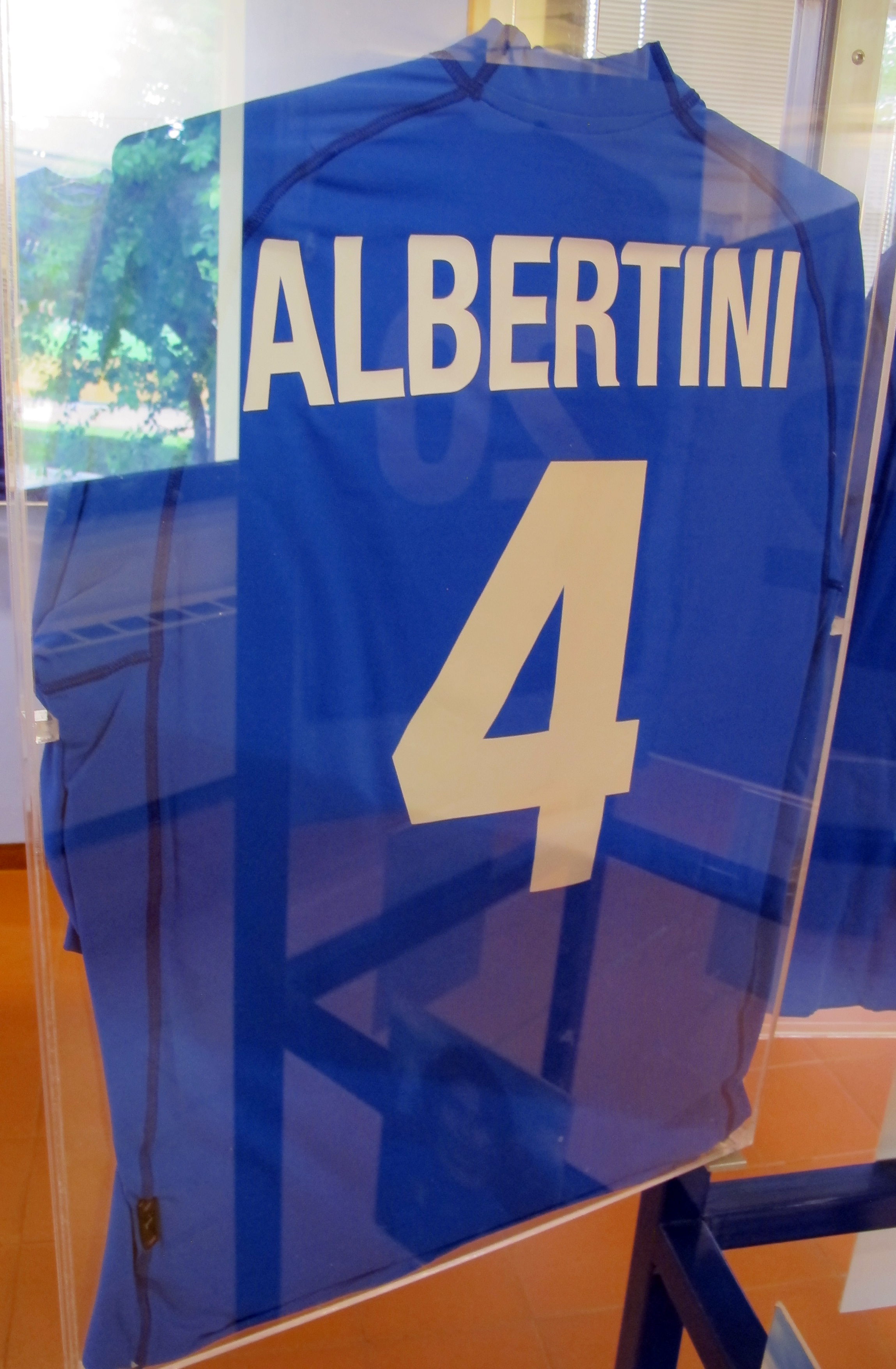
피렌체에서 촬영된 알베르티니가 유로 2000 당시 입은 이탈리아 국가대표팀 유니폼

디노 초프는 유로 2000에서 알베르티니를 이탈리아 중원의 논란 여지가 없는 사령관으로 지명했고, 그는 루이지 디 비아조와 함께 스테파노 피오레나 프란체스코 토티를 후방에서 받쳤다. 그는 창의적인 역할로 빠르게 기회를 창출해 이탈리아 중원을 제어하고 이탈리아의 대회 승전보의 주역이 되었는데, 2번 동료의 골을 도와,(벨기에전에서 프란체스코 토티의 골, 루마니아전에서 필리포 인차기의 골) 이탈리아 선수단에서 가장 많은 도움을 기록했지만, 이탈리아는 이번에도 대회 정상에 오르지 못했다. 푸른 군단은 튀르키예, 공동 개최국 벨기에, 그리고 스웨덴을 조별 리그에서 모두 이기고 결승전까지 무패로 올라갔다. 뒤이어 루마니아와의 8강전을 2-0으로 이기고, 준결승전에서는 또다른 공동 개최국 네덜란드를 연장전 끝에 0-0으로 비기고 승부차기로 결승에 진출했다. 이탈리아는 결승전에서 1998년 월드컵 우승국 프랑스와 결승전 다시 맞붙어 연장전 서든데스 실점으로 1-2로 패했다. 알베르티니는 대회에서의 성과에 힘입어 대회의 선수단 일원에 이름을 올렸다.

### 은퇴
조반니 트라파토니의 이탈리아 선수단에서도 주축 선수였지만, 알베르티니는 2002년 4월 14일에 밀란과 유벤투스 간 세리에 A 경기에서 당한 부상으로 2002년 월드컵 참가가 불발되었고, 그는 결국 30세의 나이로 국가대표팀에서의 행보에 마침표를 찍게 되었다.

## 은퇴 후
2005년 12월 5일, 알베르티니는 현역 은퇴를 선언하고, 훗날 전업 축구 감독이 될 의사를 밝혔다. 2006년 3월 15일, 밀란과 바르셀로나 간 경기가 알베르티니를 헌정 경기로 성사되었는데, 양 측의 전역 및 현역 선수들(마르코 판 바스턴, 뤼트 휠릿, 프랑크 레이카르트, 그리고 프란코 바레시 등)이 출전했다. 밀란은 산 시로에서 3-2로 이겼는데, 알베르티니는 교과서처럼 감아찬 프리킥으로 선제골을 기록했다. 경기 후, 감정적으로 격양된 알베르티니는 지지자들의 기립박수를 받았다.
2006년, 알베르티니는 자신의 이름을 딴 축구 학교 "데메트리오 알베르티니 축구 학교"를 셀비노에 세우는 활동에 뛰어들어 밀란과 레케세에서 1000명이 넘는 꿈나무들이 참가했다.

### 이탈리아 축구 연맹 단장
2006년 5월 18일, 유벤투스와 루차노 모지 등이 연루된 축구게이트(Calciopoli) 사건이 터지면서, 프란코 카라로 이탈리아 축구 연맹장이 사임했고, 공석이 된 자리는 이탈리아 국가 올림픽 위원회의 기도 로시가 임시로 맡았고, 알베르티니가 이탈리아 축구 연맹(FIGC)의 임시 부회장으로 명명되었다.
그 해 9월 19일, 로시 회장 그동안 텔레콤 이탈리아 회장으로 활동하는 중에 사임하면서, 알베르티니도 사표를 제출했다. 그는 이후 2007년에 잔바를로 아베테 회장 체계에서 FIGC의 부회장으로 다시 지명되었고, 아베테 회장은 2013년에 재선임되었다.
2014년 7월 27일, 알베르티니는 FIGC 회장 후보로 지명되어 이탈리아 축구선수 협회(A.I.C.)의 전폭적인 지지에도 불구하고, 같은 해 8월 11일에 전 공동 부회장을 역임한 카를로 타베키오에 밀려 논란의 낙선을 당했다.

### 파르마 이사진
파르마가 파산하면서, 데메트리오 알베르티니가 구단 행정 조언가로 이사진에 합류했다.

### 풋볼 매니저 연구원
알베르티니는 축구 감독 시뮬레이션 오락인 풋볼 매니저의 연구원으로 활동하고 있다.

## 경기 방식
알베르티니는 완전체의 노련하고 차분한 미드필더로 체력, 힘, 기술력, 그리고 체격으로 타고난 선수로, 당대 최고의 선수로 손꼽힌다. 그의 선수 시절 주무기는 정신력, 넓은 시야, 전술적 지식, 경기 상황 파악력, 공 제어력, 외에도 경이로운 공넘김에 있었고, 알베르티니는 그 덕에 1990년대와 2000년대 초 밀란과 이탈리아 국가대표팀의 주축 선수로 우뚝 설 수 있었다. 그는 멀리서 정확하게 골문을 노릴 수 도 있어, 공격 전개에 중요한 역할을 하며 직접 득점하거나 골을 도왔다. 몇몇 선수들은 알베르티니의 정확한 긴 공넘김과 장거리 득점포를 활용할 수 있었는데, 이들 중에 유사한 능력을 가진 선수로 로날트 쿠만을 들 수 있었다. 알베르티니는 페널티 킥 주자와 프리킥 주자로도 손색이 없었는데, 공을 잘 감아찼는데, 힘이 들어가 지체 없이 바로 골망을 노리기에도 유용했다. 비록 그는 기술적 능력이 뛰어난 근면하고, 지능적이며, 창의적인 중앙 미드필더나 후방 플레이메이커였지만, 현역 시절 공수 양면에서 일취월장하여 공 회수자로서 진수를 보이며 전술적 완전체가 되었다. 그는 다양한 기술로 다재다능한 선수여서, 중원의 여러 역할을 맡기도 했는데, 측면에서 공배급을 하기도 했다.
밀란과 이탈리아 국가대표팀에서, 그는 카를로 안첼로티의 계보를 잇는 선수로 평가되었고, 후대의 안드레아 피를로와 함께 미드필더의 주축 플레이메이커로, 득점 기회를 창출하거나 중원에서 경기를 지배해 공배급으로 경기 완급을 조절해, "창의적인 두뇌" 혹은 "박절기"로 평가되었다. 다수의 축구 전문가들은 알베르티니와 피를로를 견주어 보며, 유럽과 세계 축구에서 중원의 으뜸패로서, 피를로를 데메트리오의 이탈리아와 밀란에서 이탈리아의 축구의 계보를 잇는 선수로 평했다. 알베르티니와 마찬가지로, 피를로도 후방 플레이메이커로 기술력이 뛰어나며, 공을 잘 다루고, 시야와 공넘김에 군더더기 없고, 프리킥 전문가이자, 먼 거리에서 골문을 잘 노렸다. 축구 능력 외에도, 알베르티니는 경기장에서의 올곧음으로 회자되며 구단과 국가대표팀에서 상징적인 존재이자 지도자로 평가되었다.

## 사생활
알베르티니는 천주교 신자이다. 그는 1996년에 우리아나 카포네를 이탈리아 오리아에서 배우자로 맞이했다. 둘 사이에 네덜란드의 덴 보스흐에서 아들 기예르모가 났다.

## 경력 통계

### 클럽
| 구단                | 시즌      | 리그      | 리그 | 리그 | 컵   | 컵 | 유럽 | 유럽 | 기타 | 기타 | 합계 | 합계 |
| 구단                | 시즌      | 리그명    | 출장 | 골   | 출장 | 골 | 출장 | 골   | 출장 | 골   | 출장 | 골   |
| ------------------- | --------- | --------- | ---- | ---- | ---- | -- | ---- | ---- | ---- | ---- | ---- | ---- |
| 밀란                | 1988–89   | 세리에 A  | 1    | 0    | 0    | 0  | –    | –    | –    | –    | 1    | 0    |
| 밀란                | 1989–90   | 세리에 A  | 1    | 0    | 0    | 0  | –    | –    | –    | –    | 1    | 0    |
| 밀란                | 1990–91   | 세리에 A  | 0    | 0    | 2    | 0  | –    | –    | –    | –    | 2    | 0    |
| 밀란                | 1991–92   | 세리에 A  | 28   | 3    | 5    | 0  | –    | –    | –    | –    | 33   | 3    |
| 밀란                | 1992–93   | 세리에 A  | 29   | 2    | 6    | 0  | 7    | 1    | 1    | 0    | 43   | 3    |
| 밀란                | 1993–94   | 세리에 A  | 26   | 3    | 0    | 0  | 13   | 1    | 2    | 0    | 41   | 4    |
| 밀란                | 1994–95   | 세리에 A  | 30   | 2    | 4    | 0  | 11   | 0    | 2    | 0    | 47   | 2    |
| 밀란                | 1995–96   | 세리에 A  | 30   | 0    | 3    | 0  | 5    | 0    | –    | –    | 38   | 0    |
| 밀란                | 1996–97   | 세리에 A  | 29   | 8    | 2    | 0  | 5    | 1    | 1    | 0    | 37   | 9    |
| 밀란                | 1997–98   | 세리에 A  | 28   | 0    | 9    | 2  | –    | –    | –    | –    | 37   | 2    |
| 밀란                | 1998–99   | 세리에 A  | 29   | 2    | 3    | 0  | –    | –    | –    | –    | 32   | 2    |
| 밀란                | 1999–2000 | 세리에 A  | 26   | 1    | 1    | 0  | 5    | 0    | 1    | 0    | 33   | 1    |
| 밀란                | 2000–01   | 세리에 A  | 12   | 0    | 2    | 0  | 11   | 2    | –    | –    | 25   | 2    |
| 밀란                | 2001–02   | 세리에 A  | 24   | 0    | 4    | 0  | 8    | 0    | –    | –    | 36   | 0    |
| 밀란                | 합계      | 합계      | 293  | 21   | 41   | 2  | 65   | 5    | 7    | 0    | 406  | 28   |
| 칼초 파도바 (임대)  | 1990–91   | 세리에 B  | 28   | 5    | –    | –  | –    | –    | –    | –    | 28   | 5    |
| 아틀레티코 마드리드 | 2002–03   | 라 리가   | 28   | 2    | 2    | 1  | –    | –    | –    | –    | 30   | 3    |
| 라치오              | 2003–04   | 세리에 A  | 23   | 2    | 4    | 0  | 8    | 0    | –    | –    | 35   | 2    |
| 아탈란타            | 2004–05   | 세리에 A  | 14   | 1    | 2    | 1  | –    | –    | –    | –    | 16   | 2    |
| 바르셀로나          | 2004–05   | 라 리가   | 5    | 0    | –    | –  | 1    | 0    | –    | –    | 6    | 0    |
| 경력 합계           | 경력 합계 | 경력 합계 | 391  | 31   | 49   | 4  | 74   | 5    | 7    | 0    | 521  | 40   |

* 유럽 대항전으로 챔피언스리그, UEFA컵, UEFA 슈퍼컵 포함

### 국가대표팀
| 국가대표팀 | 연도 | 출장 | 골 |
| ---------- | ---- | ---- | -- |
| 이탈리아   | 1991 | 1    | 0  |
| 이탈리아   | 1992 | 4    | 0  |
| 이탈리아   | 1993 | 6    | 0  |
| 이탈리아   | 1994 | 14   | 0  |
| 이탈리아   | 1995 | 8    | 2  |
| 이탈리아   | 1996 | 7    | 0  |
| 이탈리아   | 1997 | 9    | 0  |
| 이탈리아   | 1998 | 10   | 0  |
| 이탈리아   | 1999 | 6    | 0  |
| 이탈리아   | 2000 | 11   | 0  |
| 이탈리아   | 2001 | 2    | 0  |
| 이탈리아   | 2002 | 1    | 0  |
| 합계       | 합계 | 79   | 2  |

## 수상

### 클럽
밀란
- 세리에 A: 1991–92, 1992–93, 1993–94, 1995–96, 1998–99
- 수페르코파 이탈리아나: 1992, 1993, 1994
- 챔피언스리그: 1993–94
- UEFA 슈퍼컵: 1989, 1994

라치오
- 코파 이탈리아: 2003–04

FC 바르셀로나
- 라 리가: 2004–05

### 국가대표팀
이탈리아
- U-21 유럽 축구 선수권 대회: 1992
- 월드컵 준우승: 1994
- 유럽 축구 선수권 대회 준우승: 2000

### 개인
- 유럽 축구 선수권 대회의 선수단: 2000[50]
- 밀란 명예의 전당[4]

### 서훈
-  이탈리아 공화국 공로장 4등급 / 장교장: 2006

-  이탈리아 공화국 공로장 5등급 / 기사장: 2000